# Hans Hautmann
Hans Hautmann (* 22. August 1943 in Wien; † 3. Juli 2018 in Wien) war ein österreichischer Zeithistoriker.

## Leben und Wirken
Hans Hautmann stammte aus einer zur Arbeiterbewegung gehörigen Familie, sein Vater war Rudolf Hautmann (senior). Er legte die Matura am Gymnasium Stubenbastei ab und studierte dann Geschichte und Germanistik an der Universität Wien. 1966 bis 1968 war er als Mitarbeiter am Dokumentationsarchiv des österreichischen Widerstandes in Wien tätig. Im selben Jahr wurde er zum Dr. phil. promoviert. Er arbeitete 1969/70 als Vertragsbediensteter an der Lehrkanzel für Neuere Geschichte und Zeitgeschichte der heutigen Johannes-Kepler-Universität Linz bei Karl R. Stadler. Ab Mai 1970 war er Assistent an diesem Institut, 1981 wurde er daselbst zum Leiter der Abteilung für Österreichische Geschichte, 1982 erhielt er die Lehrbefugnis als Universitätsdozent für Neuere Geschichte und Zeitgeschichte. Seit Oktober 1997 trug Hautmann den Titel ao. Universitätsprofessor, er war mehrere Jahre hindurch Institutsvorstand des Instituts für Neuere Geschichte und Zeitgeschichte.
Von 1993 bis 2005 war Hautmann Präsident des Archiv- und Bibliotheksvereins der KPÖ, Alfred Klahr Gesellschaft, von 1998 bis 2007 Präsident des „Vereins zur Förderung justizgeschichtlicher Forschungen“. Im August 1971 trat Hautmann – im Alter von 28 Jahren – schließlich der KPÖ bei. Seit 1. August 2005 befand sich Hans Hautmann im Ruhestand. Im Jahr 1973 erhielt Hautmann den Förderungspreis des Theodor-Körner-Stiftungsfonds, 1987 den Preis der Arbeiterkammer OÖ für wissenschaftliche Arbeiten, 1988 den Förderpreis vom Victor-Adler-Staatspreis für Geschichte der Arbeiterbewegung.
Hautmanns älterer Bruder war der Architekt Rudolf Hautmann, seine Schwägerin war die am Neuen Theater in der Scala tätige Bühnenbildnerin und Künstlerin Klara Hautmann-Kiss. Hans Hautmann starb im Juli 2018 im Alter von 74 Jahren.
Hans Hautmanns Veröffentlichungen befassen sich vorrangig mit den Forschungsschwerpunkten Österreichische und internationale Arbeiterbewegung, Rätebewegung und Rätetheorie, Revolutionsgeschichte und Revolutionstheorie, Geschichte Österreichs im 19. und 20. Jahrhundert, mit dem Ersten Weltkrieg, der Geschichte des Strafrechts, der Strafjustiz und des Strafvollzuges sowie der Militärgerichtsbarkeit in Österreich-Ungarn. Er wurde am Friedhof der Feuerhalle Simmering bestattet (Abt. 7, Ring 3, Gruppe 1, Nr. 40).

## Publikationen
- Die Anfänge der linksradikalen Bewegung und der Kommunistischen Partei Deutschösterreichs 1916–1919. Europa Verlag, Wien 1970.
- Die verlorene Räterepublik. Am Beispiel der Kommunistischen Partei Deutschösterreichs. Europa Verlag, Wien/Frankfurt/Zürich 1971, ISBN 3-203-50245-8.
- Gemeinsam mit Rudolf Kropf: Die österreichische Arbeiterbewegung vom Vormärz bis 1945. Sozialökonomische Ursprünge ihrer Ideologie und Politik. Europa Verlag, Wien 1974 (2. Aufl. 1976, 3. Aufl. 1978), ISBN 3-203-50696-3.
- Gemeinsam mit Rudolf Hautmann: Die Gemeindebauten des Roten Wien 1919–1934. Schönbrunn-Verlag, Wien 1980, ISBN 3-85364-063-10.
- Gemeinsam mit Winfried R. Garscha: Februar 1934 in Österreich. Dietz, Berlin 1984 und Globus, Wien 1984, ISBN 3-85364-117-2.
- Geschichte der Rätebewegung in Österreich 1918–1924. Europa Verlag, Wien/Zürich 1987, ISBN 3-203-50985-7.
- Was hat uns der November 1918 heute zu sagen? Betrachtungen zum 70. Jahrestag der Gründung der Republik. Globus-Verlag, Wien 1988, ISBN 3-85364-204-7.
- Gemeinsam mit Franz Kain und Leo Furtlehner: Verdrängt, vergessen, verschwiegen. Beiträge zum 500-Jahr-Jubiläum der Stadt Linz. Verlag Neues Linz, Linz 1990.
- Karl Marx – Friedrich Engels. Ein Vademekum über ihr Leben und Werk. Alfred Klahr-Gesellschaft, Wien 2001, ISBN 3-9501204-1-6, (Quellen und Studien, Sonderband 1).
- Soziale Utopien und utopischer Sozialismus. Ein Vademekum zur Ideengeschichte des Sozialismus und Kommunismus von der Antike bis Marx. Alfred Klahr-Gesellschaft, Wien 2002, ISBN 3-9501204-3-2 (= Quellen und Studien, Sonderband 3).
- Von der Permanenz des Klassenkampfes und den Schurkereien der Mächtigen. Aufsätze und Referate für die Alfred Klahr Gesellschaft. Alfred Klahr-Gesellschaft, Wien 2013, ISBN 978-3-9503137-3-4 (= Quellen und Studien, Sonderband 16).
- Gemeinsam mit Miloš Kazimiroviċ: Krvavi trag Velikog rata. Zlocini Austrougarske i njenih saveznika 1914–1918 u svetlu austrijskih dokumenata (Die blutige Spur des Großen Krieges. Verbrechen Österreich-Ungarns und seiner Verbündeten 1914–1918 im Lichte österreichischer Dokumente). Verlag Prometej, Novi Sad 2015, ISBN 978-86-515-1056-7.
- Marx & Engels Handbuch. Ein Vademekum über ihr Leben & Werk. Globus-Verlag Wien 2018, ISBN 978-3-950348590.

Herausgeber, Mitautor und Beiträge
- Gemeinsam mit Gerhard Botz und Helmut Konrad: Geschichte und Gesellschaft. Festschrift für Karl R. Stadler zum 60. Geburtstag. Europa Verlag, Wien 1974, ISBN 3-203-50462-6.
- Gemeinsam mit Gerhard Botz, Helmut Konrad und Josef Weidenholzer: Bewegung und Klasse. Studien zur österreichischen Arbeitergeschichte. 10 Jahre Ludwig-Boltzmann-Institut für Geschichte der Arbeiterbewegung. Europa Verlag, Wien 1978, ISBN 3-203-50693-9.
- Hunger ist ein schlechter Koch. Die Ernährungslage der österreichischen Arbeiter im Ersten Weltkrieg. In: Gerhard Botz (Hrsg.): Bewegung und Klasse. Studien zur österreichischen Arbeitergeschichte. 10 Jahre Ludwig Bolzmann Institut für Geschichte der Arbeiterbewegung. Europa Verlag, Wien 1978, ISBN 3-203-50693-9.
- Die Solidaritätsaktion der österreichischen Arbeiter für Sowjetrussland und Räteungarn vom 21. Juli 1919. Eine Episode aus der Geschichte des Arbeiterrates. In: Isabella Ackerl, Rudolf Neck (Hrsg.): Politik und Gesellschaft im alten und neuen Österreich. Festschrift für Rudolf Neck zum 60. Geburtstag. Verlag für Geschichte und Politik, Wien 1981, ISBN 3-7028-0189-8.
- Soziale und politische Veränderungen in der Welt am Ende des Ersten Weltkrieges und die Arbeiterbewegung (1917–1920). International Conference of Historians of the Labour Movement Linz 1979. Europa Verlag, Wien 1981, ISBN 3-203-50803-6, (International Conference of Labour Historians. ITH-Tagungsberichte, Band 14).
- Prozesse gegen Defätisten, Kriegsgegner, Linksradikale und streikende Arbeiter im Ersten Weltkrieg. In: Karl R. Stadler (Hrsg.): Sozialistenprozesse. Politische Justiz in Österreich 1870–1936. Europa Verlag, Wien/München/Zürich 1986, ISBN 3-203-50948-2.
- Koloniale Frage und Arbeiterbewegung 1917–1939. Österreich und Frankreich im Februar 1934 und die internationale Arbeiterbewegung. Internationale Tagung der Historiker der Arbeiterbewegung Linz 1984. Europa Verlag, Wien/Zürich 1989, ISBN 3-203-50977-6.
- Gemeinsam mit Rudolf G. Ardelt: Arbeiterschaft und Nationalsozialismus in Österreich. In memoriam Karl R. Stadler. Europa Verlag, Wien/Zürich 1990, ISBN 3-203-51052-9.
- Historisch-politische Entstehungsbedingungen des Bundes-Verfassungsgesetzes 1918–1920. In: Nikolaus Dimmel, Alfred-Johannes Noll (Hrsg.): Verfassung. Juristisch-politische und sozialwissenschaftliche Beiträge anlässlich des 70-Jahr-Jubiläums des Bundes-Verfassungsgesetzes. Verlag der Österreichischen Staatsdruckerei, Wien 1990, ISBN 3-7046-0153-5 (Juristische Schriftenreihe, Band 22).
- Vienna: a city in the years of radical change 191720. In: Chris Wrigley (Hrsg.): Challenges of Labour. Central and western Europe 1917–1920. Routledge, London/New York 1993, ISBN 0-415-07686-2.
- Die Arbeiter- und Soldatenräte. In: Emmerich Tálos, Herbert Dachs, Ernst Hanisch, Anton Staudinger (Hrsg.): Handbuch des politischen Systems Österreichs. Erste Republik 1918–1933. Manz, Wien 1995, ISBN 3-214-05963-7.
- Kriegsgesetze und Militärjustiz in der österreichischen Reichshälfte 1914–1918. In: Erika Weinzierl, Oliver Rathkolb, Rudolf G. Ardelt, Siegfried Mattl (Hrsg.): Justiz und Zeitgeschichte. Symposiumsbeiträge 1976–1993. 2 Bände, Band 1. Verlag Jugend & Volk, Wien 1995, ISBN 3-224-12999-9.
- Fragen des Strafvollzuges in der Endphase des Habsburgerreiches (1872–1918). In: Erika Weinzierl, Oliver Rathkolb, Rudolf G. Ardelt, Siegfried Mattl (Hrsg.): Justiz und Zeitgeschichte. Symposiumsbeiträge 1976–1993. 2 Bände, Band 1. Verlag Jugend & Volk, Wien 1995, ISBN 3-224-12999-9.
- Der Kampf um die Geschworenengerichtsbarkeit in Österreich 1848–1873. In: Erika Weinzierl, Oliver Rathkolb, Rudolf G. Ardelt, Siegfried Mattl (Hrsg.): Justiz und Zeitgeschichte. Symposiumsbeiträge 1976–1993. 2 Bände, Band 2. Verlag Jugend & Volk, Wien 1995, ISBN 3-224-12999-9.
- Die revolutionäre Tradition in der österreichischen Geschichte. In: Anton Szanya (Hrsg.): Brüder, zur Sonne, zur Freiheit!. Mythen und Legenden über das Revolutionäre. Picus Verlag, Wien 1997, ISBN 3-85452-416-1.
- Zum Sozialprofil der Militärrichter im Ersten Weltkrieg. In: Erika Weinzierl (Hrsg.): Richter und Gesellschaftspolitik. Symposion Justiz und Zeitgeschichte, 12. und 13. Oktober 1995 in Wien. Studien-Verlag, Innsbruck/Wien 1997, ISBN 3-7065-1225-4.
- Die Alfred Klahr-Gesellschaft und ihr Archiv. Beiträge zur österreichischen Geschichte des 20. Jahrhunderts. Quellen & Studien 2000. Alfred Klahr-Gesellschaft, Wien 2000, ISBN 3-9501204-0-8.
- Unternehmer, Militär und Arbeiter im Ersten Weltkrieg. In: Josef Schmee (Hrsg.): Politische Ökonomie, Macht und Arbeitnehmerinstitutionen im Kapitalismus. Festschrift für Erwin Weissel. Metropolis-Verlag, Marburg 2000, ISBN 3-89518-294-X.
- Militärdienstverweigerung aus der Sicht des Historikers. In: Reinhard Kohlhofer (Hrsg.): Gewissensfreiheit und Militärdienst. Verlag Österreich, Wien 2000, ISBN 3-7046-1630-3.
- Über einige Hintergründe der Auseinandersetzung um die Benes-Dekrete. In: Peter Gstettner, Grete Anzengruber, Peter Malina, Elke Renner (Hrsg.): Die Mühen der Erinnerung. Nachhaltiges Lernen durch Aufarbeiten der „dunklen Vergangenheit“. Wien 2002, ISBN 3-901655-26-3 (Schulheft Nr. 106/2002).
- Die österreichisch-ungarische Armee auf dem Balkan. In: Franz W. Seidler, Alfred M. de Zayas (Hrsg.): Kriegsverbrechen in Europa und im Nahen Osten im 20. Jahrhundert. Mittler, Hamburg 2002, ISBN 3-8132-0702-1, S. 36–41.
- Österreichs Weg nach 1945. Eine Sicht durch die Brille des Gedenkjahres 2005. In: Josef Seiter, Elke Renner, Grete Anzengruber (Hrsg.): Bedenkliches Gedenken. 1945–2005: Zwischen Mythos und Geschichte. Innsbruck/Wien/Bozen 2005, ISBN 3-7065-4131-9 (Schulheft Nr. 120/2005).
- Adresse Stalinplatz. In: Matthias Marschik und Georg Spitaler (Hrsg.): Das Wiener Russendenkmal. Turia + Kant, Wien 2005, ISBN 3-85132-428-5.
- Verstaatlichungen in Österreich nach 1945 und Kapitalismus und öffentliches Eigentum. In: Öffentliches Eigentum – eine Frage von Gestern? 60 Jahre österreichische Verstaatlichungsgesetzgebung. Hrsg. von Manfred Mugrauer. Alfred Klahr-Gesellschaft, Wien 2007, ISBN 978-3-9501986-3-8, (Quellen und Studien, Sonderband 8).
- Die Sozialdemokratie in der „österreichischen Revolution“. In: Willibald Rosner, Reinelde Motz-Linhart (Hrsg.): Niederösterreich 1918 bis 1922. Die Vorträge des 19. Symposions des NÖ Instituts für Landeskunde, Obersiebenbrunn, 5. bis 8. Juli 1999. Band 39, Selbstverlag des NÖ Institut für Landeskunde, St. Pölten 2007, ISBN 978-385006-159-9 (Studien und Forschungen aus dem Niederösterreichischen Institut für Landeskunde).
- Todesurteile in der Endphase der Habsburgermonarchie und im Ersten Weltkrieg. In: Claudia Kuretsidis-Haider, Heimo Halbrainer, Elisabeth Ebner (Hrsg.): Mit dem Tode bestraft. Historische und rechtspolitische Aspekte zur Todesstrafe in Österreich im 20. Jahrhundert und der Kampf um ihre weltweite Abschaffung. Verlag Clio, Graz 2008, ISBN 978-3-902542-16-8.
- „Spätsommer des Untergangs“. Zur Widerspiegelung der revolutionären Ereignisse und Gestalten in Werfels „Barbara oder Die Frömmigkeit“. In: Raimund Dehmlow (Hrsg.): … da liegt der riesige Schatten Freud’s nicht mehr auf meinem Weg. Die Rebellion des Otto Gross. 6. Internationaler Otto-Gross-Kongress, Wien, 8.–10. September 2006. LiteraturWissenschaft.de, Marburg an der Lahn 2008, ISBN 978-3-936134-21-6.
- „Wir sind keine Hunde“. Das Protokoll des Arbeitertages vom 5. November 1916 in Wien. Mit einem Anhang: „Zur Naturgeschichte des Eisenkartells“. Alfred Klahr-Gesellschaft, Wien 2009, ISBN 978-3-9501986-7-6, (Quellen und Studien, Sonderband 11).